# Карлук (река)
Карлук (англ. Karluk River) — река на острове Кадьяк, штат Аляска, США. Длина реки составляет 39 км.
Берёт начало из озера Карлук, на территории национального резервата дикой природы Кадьяк. Течёт сперва в северном, а затем — в северо-западном направлении. Протекает через одноимённую лагуну и впадает в пролив Шелихова на территории статистически обособленной местности Карлук.